# Gradska općina Velenje
Gradska općina Velenje (slo.:Mestna občina Velenje) je općina u središnjoj Sloveniji u pokrajini Štajerskoj i statističkoj regiji Savinjska. Središte općine je grad Velenje.

## Zemljopis
Općina Velenje nalazi se u središnjem dijelu Slovenije, u jugozapadnom dijelu pokrajine Štajerska. Južna polovina općine se prostire u istoimenoj Velenjskoj kotlini, koju stvara rijeka Paka. Iznad kotline izdižu se planine Ljubela na sjeverozapadu i Paški Kozjak na sjeveroistoku.
U općini vlada umjereno kontinentalna klima. Najvažniji vodotok u općini je rječica Paka. Svi ostali vodotoci su mali i njeni su pritoci. Na rijeci Paki nizvodno od grada sagrađeno je umjetno Velenjsko jezero.

## Naselja u općini
Arnače, Bevče, Črnova, Hrastovec, Janškovo selo, Kavče, Laze, Lipje, Lopatnik, Lopatnik pri Velenju, Ložnica, Paka pri Velenju, Paški Kozjak, Pirešica, Plešivec, Podgorje, Podkraj pri Velenju, Prelska, Silova, Šenbric, Škale, Škalske Cirkovce, Šmartinske Cirkovce, Velenje, Vinska Gora

## Vanjske poveznice
- Službena stranica općine